# 厚叶凤尾蕨
厚叶凤尾蕨（学名：Pteris crassiuscula）为凤尾蕨科凤尾蕨属下的一个种。

## 扩展阅读
- 維基物種上的相關：厚叶凤尾蕨